# 안시성
안시성(安市城)은 삼국시대에 고구려와 당(唐)나라의 경계에 있던 산성으로 안시성 전투가 일어난 곳이다. 중국 안산시 (랴오닝성) 하이청 시 남동쪽의 잉청쯔(英城子)에 위치해 있었다고 추정하는 견해가 가장 유력하다.

## 지리적 위치
당시 인구가 10만 명 정도였던 고구려 영지로, 고구려가 요하(遼河)유역에 설치하였던 방어성들 가운데 전략적으로 요동성(遼東城) 다음으로 중요한 곳이었다.
소재지에 대해서는 의견이 분분하다. 《금사》 지리지에 따라 만주 개평(蓋平) 동북의 탕지보(湯池堡)라 하기도 하고, 《이계집(耳溪集)》 또는 《아방강역고(我邦疆域考)》에 따라 만주의 봉황성(鳳凰城)이라 하기도 하였다. 그러나 지금의 중국 랴오닝성[遼寧省] 창다철도[長大鐵道]의 하이청[海城] 남동쪽에 있는 잉청쯔[英城子]로 추정하는 견해가 가장 유력하다.
《삼국사기》 지리지에 따르면 본래 이름은 안촌홀(安寸忽)이다. 안시성은 자연적으로 험준한 요새였으며 주변에 병기의 주원료인 철광석 산지와 곡창지대가 있었다. 신성(新城:지금의 만주 푸순[撫順] 부근)과 건안성(建安城:지금의 만주 가이핑[蓋平]) 중간에 자리잡고 있어 안시성의 방어는 요동지역의 여러 성들을 방어하는 데 큰 영향을 미쳤으며, 압록강 북쪽의 오골성(烏骨城)·국내성(國內城)을 비롯하여 전국의 성을 수호하는 데에도 전략적으로 매우 중요한 성이었다.

## 안시성 전투
수나라를 멸망시키며 중국을 통일한 당나라 태종은 오랫동안 꿈꿔왔던 고구려 정벌을 상당한 반대여론을 무릅쓰고 감행한다. 이를 위해 치밀한 계획을 세워 군량·선박·각종 공성구(攻城具) 등을 준비하는 한편, 소수의 병력을 파견해 고구려 변경지대의 형세를 정탐했다. 이어 연개소문(淵蓋蘇文)이 영류왕과 대신들을 살해하고 집권했으므로 성토하지 않을 수 없다는 구실을 내세워 고구려 침공을 실천에 옮긴다. 이세적·장량(張亮) 등이 지휘하는 당의 10만 대군은 보장왕 4년(645년) 봄 요수를 건너 현도성에 이르렀다. 고구려는 이 일대의 성을 굳게 지키며 대항했으나, 당은 개모성(蓋牟城)·비사성·요동성·백암성 등을 점령하고 안시성을 공격해 왔다. 한편 고구려에서는 전략적 요충지인 안시성을 구하기 위해 원군으로 왔던 고연수(高延壽)·고혜진(高惠眞)이 이끄는 고구려·말갈 연합군대 15만 명이 출병하였으나 안시성 동남 8리 떨어진 곳에서 벌이진 주필산 전투에서 당나라 군대에 패배하였다.
이후 고구려는 안시성 구원군이 패배한데다가 남으로는 신라의 공격을 받고 있었고, 또 북아시아의 새로운 강자 설연타(薛延陀)와 제휴하여 당을 견제해 보려는 외교적 노력마저 실패함으로써 안시성 지원능력을 잃어버렸다. 따라서 안시성은 완전히 고립무원(孤立無援)의 상태에 빠지게 되었다.

### 전개
안시성의 위기를 최대한 이용하기 위해 당은 고연수 등을 앞세워 항복을 권유하는 한편, 당시 가장 위력적인 성 공격무기였던 포거(抛車 : 큰 돌을 날려 보내는 투석기)와 충거(衝車 : 성벽을 파괴하는 돌격용 수레)를 동원하여 안시성을 공격해 왔다. 그러나 안시성측은 이를 번번이 물리쳤고, 무너진 성벽도 재빨리 수리하는 등 확고한 자세로 방어에 임하였다.
안시성의 이 같은 완강한 저항에 당황한 당은 태종의 본영을 여러 번 바꾸어가면서, 또 안시성을 함락하는 날 남자들은 모두 죽이겠다고 공언하면서 안시성 공격에 더욱 박차를 가하였다.
하지만 공격은 뜻대로 되지 않았고 이세적의 의견으로 안시성을 그냥 두고 동쪽으로 이동하여 방비가 약한 오골성(烏骨城)을 점령한 다음 곧장 평양으로 진공하자는 논의까지 하게 되었다. 그러나 천자가 친히 싸움터에 나왔으니 안시성을 뒤에 두고 앞으로 나아가는 모험은 할 수 없다는 주장이 제기되어 당의 안시성 공격은 계속 강행되었다.
한편, 장량이 이끄는 수군의 건안성 공격마저 교착상태에 빠지게 되었다. 이에 초조해진 당은 이 싸움을 빨리 마무리 짓기 위해 이세적으로 하여금 하루에도 6, 7회씩 성의 서쪽을 공격하게 하였다.
당은 60일에 걸쳐 성의 동남쪽에 연인원 50만 명을 동원하여 성벽보다 높게 토산(土山)을 쌓아 이를 발판으로 성을 공격하였다. 그러나 갑자기 토산이 무너지면서 성벽의 한쪽 귀퉁이가 부서지는 사태가 발생하였다. 고구려군은 이 틈을 이용하여 무너진 성벽 사이로 빠져 나와 토산을 점령하였다.
당은 토성을 탈환하기 위해 3일간 극렬한 공격을 폈으나 실패했으며, 그 결과 당의 작전은 전반적으로 큰 타격을 받게 되었다. 더욱이 겨울이 되어 날씨도 추워지고 군량마저 떨어졌으므로, 당은 할 수 없이 88일간의 포위를 풀고 그 해 9월 18일 서둘러 퇴각하였다.
이 같은 전투를 승리로 이끈 지휘자의 이름이 『삼국사기』 등의 안시성전투에 관한 기본사료에는 나타나지 않으나 조선 중기 이래의 야사에는 양만춘(梁萬春 또는 楊滿春)으로 전해지고 있다. 또 이 싸움에서 당 태종은 눈에 화살을 맞았다는 이야기가 고려 후기의 문헌을 통해 전해지고 있다.

### 고구려 멸망이후
고구려 멸망(668) 후 안시성은 검모잠(劒牟岑)을 중심으로 한 고구려부흥운동의 요동지역 중심지가 되었으나 671년 7월 당나라 군대에 함락되었다.

## 같이 보기
- 양만춘
- 고구려
- 당나라